# 1926年12月19日月食
1926年12月19日月食为一次在协调世界时1926年12月19日出現的半影月食。該次月食半影食分為1.051、全影食分為-0.012。

## 概述
這次月食的食分是5.76。

## 基本參數
- 類型：半影月食
- 食甚資料：
  - 日期：1926年12月19日
  - 時間：6:20
  - 月球位置：赤經5.76度、赤緯22.4度
  - 食分：半影食分：1.051、全影食分：-0.012

## 外部連結
- NASA月食專頁（页面存档备份，存于）（英文）